# London Road
Pour plus de détails, voir Fiche technique et Distribution.
London Road est un film britannique réalisé par Rufus Norris et sorti en 2015.

## Synopsis
Tout est paisible et rangé dans le petit village d'Ipswich. Les gens sont aimables, discrets, se saluent entre eux et rien d'étrange ne se produit jamais. Alors le jour où les corps de cinq femmes assassinées sont retrouvés dans la rue London Road, le désarroi s'installe dans la communauté. Qui a pu commettre ce crime ? Le meurtrier est-il l'un d'entre eux ? Chaque citoyen devient alors suspicieux et nerveux. La rue entière est une scène de crime scrutée à la loupe par les yeux des curieux. Chacun y va de sa théorie et de ses hypothèses, mais le vrai meurtrier sera-t-il démasqué ?

## Fiche technique
- Titre : London Road
- Réalisation : Rufus Norris
- Scénario : Alecky Blythe et Adam Cork, d'après leur comédie musicale éponyme
- Costumes : Edward K. Gibbon
- Montage : John Wilson
- Musique : Adam Cork
- Photographie : Danny Cohen
- Production : Dixie Linder
- Sociétés de production : BBC Films et Cuba Pictures
- Sociétés de distribution : Picturehouse Entertainment
- Pays d’origine : Royaume-Uni
- Langue originale : anglais
- Durée : 91 minutes
- Format : Couleurs - 35 mm - 2.35:1 -  Son Dolby numérique
- Genre : Comédie dramatique, film musical
- Dates de sortie  : 
  -  Royaume-Uni : 12 juin 2015

## Distribution
- Olivia Colman : Julie
- Anita Dobson : June
- Tom Hardy : Mark
- Kate Fleetwood : Vicky
- Clare Burt : Jan
- Claire Moore : Carole
- Janet Henfrey : Ivy
- Paul Thornley : Dodge
- Jenny Galloway : Margaret
- Anna Hale : Jessica
- Gillian Bevan : Colette McBeth
- Michael Shaeffer : Simon Newton
- James Doherty : Seb
- Nick Holder : Ron
- Mark Sheals : Wayne
- Hal Fowler : David Crabtree
- Linzi Hateley : Helen
- Rosie Hilal : Hayley
- Amy Griffiths : Sarah
- Angela Bain : Kath
- Jenny Galloway : Margaret
- Sean Kingsley : Alan
- Jayne McKenna : Imelda
- Richard Frame : Jason
- Barry McCarthy : Harry
- Dean Nolan : Le DJ
- Ruby Holder : Stephanie
- Calvin Demba : Alec
- Helena Lymbery : Stella
- Mark Sheals : Wayne
- Morgan Walters : Graeme